# Senozan
Senozan – miejscowość i gmina we Francji, w regionie Burgundia-Franche-Comté, w departamencie Saona i Loara.
Według danych na rok 1990 gminę zamieszkiwały 894 osoby, a gęstość zaludnienia wynosiła 184 osoby/km² (wśród 2044 gmin Burgundii Senozan plasuje się na 259. miejscu pod względem liczby ludności, natomiast pod względem powierzchni na miejscu 1245.).